# Virgilio Barco Vargas

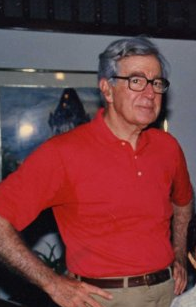
Virgilio Barco Vargas cirka 1987.

Virgilio Barco Vargas, född 17 september 1921 i Cúcuta, Colombia, död 20 maj 1997, var Colombias 27:e president mellan 1986 och 1990. Han blev vald till president med 58% av rösterna 1986. Efter sin tid som president blev han ambassadör för Colombia i Storbritannien till 1992. Han blev en kort tid efteråt diagnosticerad med cancer och dog i maj 1997. Hans dotter Carolina Barco är också hon en ambassadör.